# Droga wojewódzka nr 356
Droga wojewódzka nr 356 (DW356) – dawna droga wojewódzka łącząca stację kolejową Wrocław Żerniki z drogą krajową DK94 i węzłem Wrocław Stadion Autostradowej Obwodnicy Wrocławia.
Na mocy uchwały Sejmiku Województwa Dolnośląskiego z 12 września 2019 roku trasa na całej długości straciła kategorię drogi wojewódzkiej, co jest odzwierciedlane w zarządzeniach Generalnej Dyrekcji Dróg Krajowych i Autostrad. Nadal jednak wymieniana jest w wykazie dróg wojewódzkich województwa dolnośląskiego opublikowanym przez Dolnośląską Służbę Dróg i Kolei.

## Miejscowości dawniej leżące przy trasie DW356
- Wrocław (DK94)